# Tamakautoga
Tamakautoga est l'une des 13 communes composant l'état insulaire de Niue. Tamakautoga est située dans la partie Sud-Ouest de l'île et borde les villages de Avatele, Hakupu et de la capitale de Niue, Alofi. La population du village était de 180 habitants lors du recensement de 2022, contre 198 en 2017 . Ce chiffre a considérablement diminué depuis le XIXe siècle, où il était de 275 habitants selon un recensement missionnaire de 1899 . Au parlement de Niue, Tamakautoga est représentée par Andrew Funaki .
Selon la classification de Köppen, ce village dispose d'un climat de forêt tropicale humide. Les températures varient entre une moyenne de 22,7 °C  en juillet, le mois le plus frais, et une moyenne de 26,5 °C en février, le mois le plus chaud. Les précipitations moyennes à Tamakautoga varient entre 88 mm en juin, le mois le plus sec, et 223 mm en janvier, le mois le plus humide .
Le mémorial de guerre de Tamakautoga rend hommage aux soldats niuéens originaires de Tamakautoga qui ont combattu pendant la Première Guerre mondiale aux côtés du corps expéditionnaire néo-zélandais . Tamakautoga organise chaque année une journée festive avec des spectacles, des repas et d'autres activités. Tamakautoga abrite le Scenic Matavai Resort Niue, un complexe hôtelier de 55 chambres situé sur la côte de Niue et appartenant au groupe Scenic Hotel Group . Tamakautoga est desservi par plusieurs routes locales ainsi que par l'aéroport international de Niue, dont une partie est située dans les limites du village .

L'écrivain australien George Lewis Becke a relaté un voyage à Niue dans son livre Wild Life in Southern Seas (La vie sauvage dans les mers du Sud), publié en 1897, dans lequel sa nourrice emmène sa fille en bas âge à Tamakautoga pour rencontrer les membres de sa famille .
1. ↑  « Niue: Island & Villages », sur citypopulation
2. ↑  Niue Villages
3. ↑  (en-US) « Niue Census of Population and Housing, 2022 | Niue Statistics Office » (consulté le 12 août 2025)
4. ↑  William Churchill, « Niue: A Reconnaissance », Bulletin of the American Geographical Society, vol. 40, no 3,‎ 1908, p. 150–156 (ISSN 0190-5929, DOI 10.2307/198226, lire en ligne, consulté le 12 août 2025)
5. ↑  (en) The Government of Niue, « The Government of Niue | Government », sur www.gov.nu (consulté le 12 août 2025)
6. ↑  (en) « Climat dans le village de Tamakautoga »
7. ↑  « Tamakautoga war memorial, Niue | NZ History », sur nzhistory.govt.nz (consulté le 12 août 2025)
8. ↑  (en) Niue Island, « Niue Stay | Accommodation | Air New Zealand », sur Niue Island (consulté le 12 août 2025)
9. ↑  « Relation : ‪Tamakautoga‬ (‪1558550‬) », sur OpenStreetMap, 3 février 2024 (consulté le 12 août 2025)
10. ↑  Louis University of California, Wild life in southern seas, London, T. F. Unwin, 1897 (lire en ligne)